# Greenville, Alabama
Greenville là một thành phố thuộc quận Butler, tiểu bang Alabama, Hoa Kỳ. Dân số năm 2009 là 6929 người, mật độ đạt 125 người/km².